# Meksyk na Letnich Igrzyskach Olimpijskich 2004
Meksyk na XXVIII Letnich Igrzyskach Olimpijskich w Atenach reprezentowało 114 sportowców w 20 dyscyplinach. Był to 20 start Meksykanów na letnich igrzyskach olimpijskich.

## Zdobyte medale
| Medal  | Zawodnik              | Dyscyplina sportowa | Konkurencja                             |
| ------ | --------------------- | ------------------- | --------------------------------------- |
| Srebro | Ana Guevara           | Lekkoatletyka       | bieg na 400 m kobiet                    |
| Srebro | Belem Guerrero Méndez | Kolarstwo           | kolarstwo torowe jazda na punkty kobiet |
| Srebro | Óscar Salazar         | Taekwondo           | do 58 kg mężczyzn                       |
| Brąz   | Iridia Salazar        | Taekwondo           | do 57 kg kobiet                         |